# Eremogryllodes
Eremogryllodes is een geslacht van rechtvleugeligen uit de familie mierenkrekels (Myrmecophilidae). De wetenschappelijke naam van dit geslacht is voor het eerst geldig gepubliceerd in 1929 door Lucien Chopard.

## Soorten
Het geslacht Eremogryllodes omvat de volgende soorten:
- Eremogryllodes fiorii La Greca, 1969
- Eremogryllodes fitzgeraldi Chopard, 1948
- Eremogryllodes major Chopard, 1960
- Eremogryllodes monodi Chopard, 1929
- Eremogryllodes pallidus Chopard, 1963
- Eremogryllodes richerti Chopard, 1959
- Eremogryllodes semenovi Miram, 1930
- Eremogryllodes seurati Chopard, 1929
- Eremogryllodes uvarovi Chopard, 1948
- Eremogryllodes vlasovi Miram, 1930